# التسلسل الزمني لحرب الاستقلال التركية
التسلسل الزمني لحرب الاستقلال التركية هو سرد لأحداث حرب الاستقلال التركية (1919-1923)، والأحداث المرتبطة بها التي جرت مع نهاية الحرب العالمية الأولى. وتصنيفها حسب الحملات والجهات المشاركة، مع وجود صور للأحداث الهامة.

## 1918
| التاريخ    | الحدث |
| ---------- | --- |
| 30 أكتوبر  | توقيع هدنة مودروس وتتضمن: - فتح المضائق. - ضمان الوصول إلى البحر الأسود. - اعطاء تسهيلات للحلفاء باحتلال القلاع على طول الدردنيل والبوسفور. - توقع تسريح فوري للقوات التركية، إلا عند الضرورة للحفاظ على النظام. - تمكبن الحلفاء بالسيطرة على كامل خطوط السكك الحديدية. - المادة السابعة: منح الحلفاء «حق احتلال أي نقاط استراتيجية في حال نشوء أي موقف يهدد أمن الحلفاء». |
| 31 أكتوبر  | تولى مصطفى كمال باشا قيادة مجموعة جيش يلدريم (الجبهة السورية) من أوتو ليمان فون ساندرز. |
| 1 نوفمبر   | انعقاد المؤتمر الأخير لجمعية الاتحاد والترقي في اسطنبول. |
| 2 نوفمبر   | غادر اسطنبول كلا من أنور باشا وطلعت باشا وجمال باشا وغيرهم من قيادات جمعية الاتحاد والترقي. |
| 7 نوفمبر   | احتل البريطانيون ولاية الموصل. |
| 8 نوفمبر   | استقالة الصدر الأعظم أحمد عزت باشا مع حكومته. |
| 9 نوفمبر   | احتلت القوات البريطانية إسكندرون، وضفتي الدردنيل. |
| 11 نوفمبر  | تشكيل حكومة عثمانية جديدة بقيادة الصدر الأعظم أحمد توفيق باشا. |
| 12 نوفمبر  | بدأ الحلفاء احتلالهم إسطنبول وتوابعها المباشرة (شبه الجزيرتين المتقابلتين) بدخول لواء فرنسي إليها. وفي اليوم التالي شرع أسطولهم المكون من سفن بريطانية وفرنسية وإيطالية ويونانية بإنزال قواتهم. |
| 12 نوفمبر  | احتلت وحدات من الجيش الفرنسي مدينة الإسكندرونة. |
| 13 نوفمبر  | بدء احتلال إسطنبول، مع وصول مصطفى كمال باشا من أضنة إلى اسطنبول عبر محطة حيدر باشا. |
| 14 نوفمبر  | عبرت قوات فرنسية ويونانية مشتركة نهر ماريتسا واحتلت بلدة أوزنكوبرو في تراقيا الشرقية وكذلك محور السكة الحديد حتى محطة قطار هاديمكوي بالقرب من جتالجة في ضواحي العاصمة. |
| 14 نوفمبر  | مؤتمر قارص الأول الذي نظمه ممثلو الأغلبية التركية المسلمة في منطقة قارص لتحديد الإجراءات التي يجب اتخاذها في ضوء انسحاب القوات العثمانية. |
| 15 نوفمبر  | انسحاب وحدات الجيش العثماني من باكو، حيث احتلتها القوات البريطانية في الأيام التالية. وكذلك الانسحاب من الموصل بعد الهدنة. |
| 18 نوفمبر  | انسحاب القوات العثمانية من تبريز. |
| 28 نوفمبر  | وصول كاظم قرة بكر باشا من قارص إلى اسطنبول. |
| 30 نوفمبر  | مؤتمر قارص الثاني. |
| 1-2 ديسمبر | إنشاء أول جمعيات دفاع عن الحقوق الوطنية (Müdafaa-i Hukuk Cemiyeti) في إزمير وشرق تراقيا وشرق الأناضول للدفاع عن حقوق رعايا مسلمي السلطنة العثمانية في ضوء معاهدة السلام القادمة. |
| 6 ديسمبر   | احتلت القوات البريطانية المتمركزة في سوريا كلس. |
| 7 ديسمبر   | احتلت القوات الفرنسية أنطاكيا. |
| 11 ديسمبر  | احتل الأرمن المحليين دورتيول بالتعاون مع الجيش الفرنسي. |
| 17 ديسمبر  | انزلت البحرية الفرنسية قواتها في مرسين واحتلت المدينة الساحلية الهامة. |
| 19 ديسمبر  | احتل الفرنسيون طرسوس وجيحان. وجرت أول مقاومة مسلحة ضد الاحتلال في دورتيول، وبدأ قتال على الجبهة الجنوبية («حرب قيليقية» في المصادر الغربية). |
| 20 ديسمبر  | احتلت القوات الفرنسية أضنة، أكبر مدينة في تشوكوروفا وهي مفتاح جنوب الأناضول. |
| 21 ديسمبر  | أنهى السلطان محمد وحيد الدين البرلمان العثماني، مما وضع حداً لولايته الثالثة التي سيطر عليها جمعية الاتحاد والترقي في ظل نظام الحزب الواحد. |
| 21 ديسمبر  | تأسيس «جمعية أضنة للدفاع عن الحقوق الوطنية». |
| 23 ديسمبر  | احتل الجيش الفرنسي للعثمانية وإصلاحية ثم تمدد حتى بوزانتي في بوابات قيليقية يوم 27 ديسمبر، وبالتالي سيطر على تشوكوروفا. وفي نفس الوقت احتلت القوات البريطانية باطوم. |
| 30 ديسمبر  | بعد زيارة إلفثيريوس فينيزيلوس باريس في نوفمبر لعرض مطالبات اليونان الإقليمية أمام مؤتمر السلام المزمع افتتاحه، أعاد التأكيد مرة أخرى على تلك المزاعم في مذكرة موجهة إلى لويد جورج رئيس الوزراء البريطاني ومطالبا بغرب الأناضول، من رودس (أو كاستيلوريزو) إلى بحر مرمرة. |

## 1919
| التاريخ                 | الحدث |
| ----------------------- | --- |
| 3 يناير                 | احتلت القوات البريطانية المتمركزة في سوريا مدينة جرابلس. |
| 9 يناير                 | نهاية مؤتمري أرداهان الأول والثاني المتتاليين (افتتح في 3 يناير). |
| 12 يناير                | سقطت الحكومة الأولى للصدر الأعظم أحمد توفيق باشا، ثم قدم حكومة جديدة في اليوم التالي. |
| 15 يناير                | احتلت القوات البريطانية المتمركزة في سوريا عنتاب. وقد حلت قوات الاحتلال الفرنسي محلهم في نهاية العام. |
| 15 يناير                | احتل البريطانيون محطة حيدر باشا للقطارات. |
| 18 يناير                | نهاية مؤتمر قارس الكبير (131 مندوبا) وإعلان تأسيس الحكومة الوطنية المؤقتة لجنوب غرب القوقاز. |
| 18 يناير                | افتتاح مؤتمر باريس للسلام |
| 22 يناير                | بدأت وحدات من الجيش العثماني في إخلاء باطوم. احتل الجيش البريطاني محطتي قطار إسكي شهر وقونية. |
| 1 فبراير                | احتل البريطانيون خط سكة حديد أيدين - تورغوتلو. |
| 2 فبراير                | احتلت القوات البريطانية المتمركزة في سوريا مرعش. وقد حلت قوات الاحتلال الفرنسي محلهم في نهاية العام. |
| 8 فبراير                | وصل إلى اسطنبول الجنرال الفرنسي فرانشيت ديسبري القائد العام لقوات الاحتلال المتحالفة في تركيا. |
| 23 فبراير               | اجتمع عدد من وجهاء اليونان البنطس في طرابزون بالتوازي مع الحركات بين السكان الأتراك واتخاذ قرار للعمل من أجل إنشاء جمهورية يونانية البنطسية في ولاية طرابزون. وصدر العدد الأول من جريدة البنطس في طرابزون في 4 مارس لتكون خطوة في هذا الاتجاه. وذهب كريسانثوس الطرابزوني ممثلا عن الأرثوذكس اليونانيين في المنطقة إلى باريس في 27 مارس وقدم تقريرًا إلى المؤتمر في 2 مايو.                                                                |
| 27 فبراير               | احتلت القوات البريطانية المتمركزة في سوريا البيرة. وقد حلت قوات الاحتلال الفرنسي محلهم في نهاية العام. |
| 3 مارس                  | استقالة الصدر الأعظم أحمد توفيق باشا وحكومته الثانية. |
| 4 مارس                  | عين الدامات فريد باشا صدرًا أعظم وشكل حكومته الأولى. افتتح ممثلو بريطانيا والولايات المتحدة وفرنسا وإيطاليا المناقشات في مؤتمر باريس للسلام حول التصورات في انتداب سوريا وقيليقية وأرمينيا. |
| 13 مارس                 | تعيين كاظم قرة بكر باشا لقيادة الفيلق الخامس عشر المتمركز في أرضروم. |
| 18 مارس                 | أرسل زورقان حربيان فرنسيان قواتهما إلى مينائي زونغولداق وكارادينيز إيرغلي على البحر الأسود وهما رائدتي مناطق تعدين الفحم في تركيا. |
| 22 مارس                 | عُرف عن نور الدين باشا ميله إلى المقاومة المسلحة لأي محاولة احتلال، ونظراً للإنزال المتوقع للقوات اليونانية في إزمير، فقد أُعفي نور الدين باشا من منصب الحاكم مؤقت لإزمير ومن قيادة الفيلق السابع عشر المتمركز في تلك المدينة. |
| 24 مارس                 | احتلت القوات البريطانية مدينة أورفة. وقد حلت قوات الاحتلال الفرنسي محلهم في نهاية العام. |
| 28 مارس                 | احتلت القوات الإيطالية أنطاليا. |
| 12 أبريل                | رست رائدة السفن البحرية اليونانية الطراد جورجيوس أفيروف في ميناء إزمير في عرض للقوة لليونان. |
| 13 أبريل                | احتلت القوات البريطانية قارص. |
| 16 أبريل                | احتلت وحدات من الجيش الفرنسي محطة قطار أفيون قره حصار. |
| 24 أبريل                | غادر الوفد الإيطالي مؤتمر باريس للسلام، ولم يعد إلى باريس حتى 5 مايو، حيث كان غير راض من احتمال احتلال اليونان لغرب الأناضول. على الرغم من أن إيطاليا أرسلت سفينة حربية إلى إزمير في 30 أبريل كعرض للقوة لمنع الاحتلال اليوناني، فإن غياب الوفد الإيطالي عن المؤتمر سهل جهود لويد جورج لإقناع فرنسا والولايات المتحدة للوقوف إلى جانب اليونان.                                                                                           |
| 26 أبريل                | احتلت القوات الإيطالية محطة قطار قونية. |
| 29 أبريل                | احتلت قوة إيطالية كبيرة أنطاليا، وظلت تلك المنطقة والمناطق المحيطة بها هادئة نسبيًا طوال الحرب. |
| 30 أبريل                | عين مصطفى كمال باشا مفتشًا لقوات الجيش التاسع. ترك البريطانيون إدارة قارص للأرمن. |
| 4 مايو                  | احتلت القوات الإيطالية كوساداسي. |
| 6 مايو                  | بسبب الضغوط الدبلوماسية البريطانية، سمح مؤتمر باريس للسلام بإنزال قوات اليونانية على الأراضي التركية. |
| 8 مايو                  | أمرت القوات اليونانية المتمركزة في سالونيك بالإبحار نحو إزمير لإحتلالها. |
| 11 مايو                 | احتلت قوة إيطالية صغيرة (بشكل رمزي إلى حد ما، حيث يُسمح للإدارة العثمانية بالعمل على حالها) فتحية وبودروم ومرماريس والمناطق المحيطة بها. |
| 12 مايو                 | وصل الأدميرال آرثر كالثورب الموقع على هدنة مودروس إلى إزمير لاستلام منصب المفوض السامي البريطاني، وللإشراف على الاحتلال اليوناني الوشيك للمدينة. |
| 14 مايو                 | احتلال القوات الإيطالية لآقشهر. |
| 15 مايو                 | نزلت القوات اليونانية في إزمير وبدأت احتلالها لغرب الأناضول. بالنسبة لسكان المدينة الأتراك، يتميز اليوم بـ "الرصاصة الأولى" التي أطلقها حسن تحسين على حامل اللواء على رأس القوة، ومقتل العقيد فتحي بك [التركية] بحربة على يد الاحتلال لرفضه الصراخ "زيتو فينيزيلوس" ومقتل وجرح جنود أتراك عزل في منطقة الثكنات الرئيسة بالمدينة، إضافة إلى ما بين 300 و 400 مدني.                                                                        |
| 15 مايو - 9 سبتمبر 1922 | اندلاع القتال في الجبهة الغربية لحرب الاستقلال. |
| 16 مايو                 | احتلت القوات اليونانية المدن الواقعة على طول شبه جزيرة كارابورون غرب إزمير (أورلا وتشيشمي وسفري حصار وقارابورون) غادر مصطفى كمال باشا اسطنبول على متن العبارة بانديرما متوجهاً نحو سامسون حيث تم تعيينه مفتشًا لقوات الجيش التاسع. |
| 18 مايو                 | احتلت القوات اليونانية مدينة سوك الواقعة على بعد مائة كيلومتر جنوب إزمير في موقع رئيسي يشرف على وادي نهر مندريس الخصب. |
| 19 مايو                 | وصل مصطفى كمال باشا سامسون قادمًا من اسطنبول. قدم الدماد فريد باشا بتأسيس حكومة ثانية بدلاً من الحكومة التي حلها بسبب احتلال إزمير. |
| 21 مايو                 | احتلت القوات اليونانية مينيمن وتوربالي باتجاه الشمال والجنوب الشرقي بالقرب من إزمير. |
| 23 مايو                 | تزامنا مع موجة المظاهرات في جميع أنحاء تركيا للاحتجاج على احتلال اليونان لإزمير، جرت أضخم المظاهرات في ميدان السلطان أحمد في اسطنبول، حيث ألقت خالدة أديب خطابًا تاريخيًا (وتكررت المسيرات في 30 مايو و10 أكتوبر 1919 و 13 يناير 1920). احتلت القوات اليونانية سلجوق من الجنوب، وبايندير من الشرق وفوتشا في شمال إزمير. وصل أريستيدس ستيرجياديس المفوض السامي اليوناني لإيونية إلى إزمير في 21 مايو، وسمح باحتلال أيدين ومانيسا وتورقوتلو. |
| 25 مايو                 | احتلت القوات اليونانية مانيسا. |
| 27 مايو                 | احتلت القوات اليونانية أيدين. على الرغم من أن وادي مندريس (النهر المتعرج) لم يكن بالمعنى الدقيق للكلمة مكلفًا لتحتله القوات اليونانية، إلا أن تحركات البحرية الإيطالية قبالة ساحل کوش‌ آداسی وجه القيادة العليا اليونانية نحو أن تصبح القوة الأولى لتأسيس نفوذ في هذه المنطقة. سادت طبيعة جس النبض خلال تلك التطورات اليونانية الأولى. معركة أيدين.                                                                                        |
| 28 مايو                 | أصدر مصطفى كمال منشور حوضة [التركية]، وهو أول منشور ثوري ضد الاحتلال. |
| 29 مايو                 | احتلت القوات اليونانية قصبة (تورغوتلو) وتيره وآيوالق حيث أطلقت القوات النظامية التركية «الرصاصة الأولى». القوات تحت قيادة المقدم (أضحى وزيرًا فيما بعد) علي جيتينكايا أوقفت العدو قبل انسحابها. |
| 1 يونيو                 | احتلت القوات اليونانية أوديميش بعد تبادل إطلاق النار لمدة ست ساعات في قرية هاجيلياس الشركسية، على بعد عشرة كيلومترات غرب أوديميش، والتي تفتخر بأنها المكان الذي انطلقت منه «الرصاصة الأولى» من قوات غير نظامية، والتي سرعان ما تشكلت منها ميليشيات وطردتهم. وسميت القرية بعد أن أحرقها الجيش اليوناني بعد القتال باسم إلكورشون («الرصاصة الأولى» باللغة التركية).                                                                        |
| 3 يونيو                 | احتلت القوات اليونانية نازيللي، وأخلتها في 19 يونيو بعد غارات على مواقعهم من مليشيات تركية غير نظامية وعمليات الانتقام اليونانية اللاحقة. |
| 5 يونيو                 | احتلت قوة استكشافية يونانية صغيرة مدينة آق حصار الداخلية بعد أن تجاوزت الأوامر بعدم الخروج خارج منطقة الانتداب، مما أدى إلى احتجاجات عامة وبرقية من قيادة الجيش التركي الإقليمية المتمركزة في بالق أسير إلى ممثلي الحلفاء. كما بدأ القائد يوسف عزت باشا [الإنجليزية] بتحريك قواته ضد انتشار اليونانيين. |
| 9 يونيو                 | قام المفوض السامي ستيرجياديس باستدعاء القوات اليونانية لإخلاء آق حصار، وسجن الضابط القائد لمدة عشرين يومًا لإجراءاته غير الانضباطية. |
| 12 يونيو                | احتلت القوات اليونانية برغاما. |
| 14 يونيو                | تراجعت القوات اليونانية [الإنجليزية] في حالة من الفوضى إلى مينمين، بعد كمين نصبته قوات يوسف عزت باشا والثوار الأتراك المنظمين محليًا من قوا مليه في برغاما. |
| 17 يونيو                | بعد هزيمة برغاما، قتل الجنود اليونانيين حاكم مينمين كمال بك ورجال الدرك الأتراك الستة المرافقين له، وفي اليوم التالي جرت مذبحة مينمين [الإنجليزية] ضد الأهالي. وأشارت مصادر مختلفة إلى مقتل ما بين 200 و 1000 تركي في ذلك اليوم، مع إعادة تأكيد الرقم الدقيق على أنه أقرب إلى التقدير الأخير، مع عدم وجود إصابات بين القوات اليونانية أو أقلية مينمين اليونانية.                                                                         |
| 19 يونيو                | أخلت القوات اليونانية نازيلي في الجنوب، بينما استعادت برغاما في الشمال. |
| 20 يونيو                | مسيرة إسبرطة وتخلي القوات الإيطالية عن احتلال المدينة. |
| 21 يونيو                | صدر منشور أماسيا بعد اجتماع في أماسية بين القادة مصطفى كمال ورؤوف أورباي وعلي فؤاد سيبيسوي ورأفت بيلي وكاظم قرة بكر دعا فيه إلى تحرك وطني ضد قوى الاحتلال. |
| 27 يونيو                | اندلاع معركة أيدين [الإنجليزية] بعد أن كانت القوات اليونانية تقوم بدوريات استطلاعية حول أيدين وحرق القرى، صدتها قوات غير نظامية بقيادة يورك علي [الإنجليزية] في كمين في محطة قطار مالغاتش، ثم طاردتها حتى ضواحي المدينة. |
| 28 يونيو                | وحد المؤتمر الأول في بالق أسير ممثلي الثوار الأتراك في غرب تركيا لتحديد الإجراءات التي يجب اتخاذها ضد الاحتلال. تقرر تنظيم اجتماع أكبر في آلاشهر. وقد عقدت خمسة مؤتمرات متتالية في بالق أسير حتى 10 مارس 1920 لنفس الغرض. |
| 29 يونيو                | معركة أيدين. اندلعت حرائق في أحد الأحياء التركية بالمدينة (حي كومه)، وتلاها مذبحة للمدنيين برشاشات القوات اليونانية دون سبب. وكانت القوات اليونانية قد أخلت المدينة بعد سيطرة إيفي يورك علي عليها لمدة أربعة أيام. فأحرق بدوره الحي اليوناني، وقد قُتل ونهبت بعض من أملاك أقلية أيدين اليونانية خلال تلك الأيام الأربعة، بينما نجا آخرون بفضل حماية العقيد شفيق باي. وتراجع إيفي عائداً إلى الجبال بعد أن قتل عدة آلاف من كلا الجانبين.    |
| 30 يونيو                | احتلت وحدات من الجيش اليوناني برهانية وصاروخانلي. |
| 4 يوليو                 | استعادت القوات اليونانية المعززة سيطرتها على أيدين، وأحرقت حيًا تركيًا آخر رداً على ذلك. |
| 15 يوليو                | أرسل الصدر الأعظم بالإنابة وشيخ الإسلام أورغبلو مصطفى صبري أفندي برقية إلى مؤتمر باريس للسلام اتهم فيها اليونان رسميًا بارتكاب فظائع في إزمير والمناطق المحيطة بها وطلب من المؤتمر إرسال لجنة تحقيق إلى المنطقة، لأن «المؤتمر يتحمل المسؤولية لأنه هو من أرسل اليونانيين إلى إزمير». |
| 21 يوليو                | اتفق الممثلين عن مقاطعات شرق الأناضول التركية في مؤتمر أرضروم على رئاسة مصطفى كمال وكاظم قرة بكر. واستمر المؤتمر حتى 7 أغسطس 1919. شكل داماد فريد باشا حكومته الثالثة بدلا من الحكومة التي حلها في اليوم السابق. |
| 16 أغسطس                | عقد مؤتمر واسع النطاق للثوار الأتراك من غرب تركيا لمدة ثمانية أيام في آلاشهر والذي حدد الإجراءات الإضافية التي يجب اتخاذها ضد الاحتلال وانتخاب ممثلين ليتم إرسالهم إلى سيواس لحضور المؤتمر الوطني القادم. |
| 4 سبتمبر                | وحد مؤتمر سيواس الممثلين من جميع أنحاء تركيا. والذي استمر ثمانية ايام دعا فيه إلى الوحدة الوطنية. بالتزامن مع المؤتمر شكلت حادثة علي غالب في ملاطية تهديدًا فوريًا للقضية الوطنية وتم تجنب الخطر بفضل وصول قوات دعم فوري من ديار بكر. |
| 30 سبتمبر               | عزل داماد فريد باشا من منصبه من قبل السلطان محمد السادس وحيد الدين، مما وضع نهاية لفترة ولايته الأولى. |
| 2 أكتوبر                | تشكيل حكومة عثمانية جديدة برئاسة الوزير الأعظم الجديد علي رضا باشا. |
| 22 أكتوبر               | بروتوكول أماسيا بين هيئة التمثيل (Heyet-i Temsiliye) المعين من مؤتمر سيواس برئاسة مصطفى كمال باشا ووزير البحرية (فيما بعد الصدر الأعظم نفسه) صالح خلوصي باشا، الذي مثل الحكومة العثمانية قصيرة العمر لعلي رضا باشا في محاولة للبحث عن سبل للحفاظ على الاستقلال من خلال الجهود المشتركة. |
| 29 أكتوبر               | احتلت القوات الفرنسية مرعش واستبدلت القوات البريطانية المتمركزة في المدينة، على الرغم من المعارضة الواضحة لاستبدالها بسكان المدينة. |
| 30 أكتوبر               | احتلت القوات الفرنسية أورفة واستبدلت القوات البريطانية المتمركزة في المدينة مما أدى إلى مقاومة فورية تقريبًا وبدأت معركة أورفة. |
| 31 أكتوبر               | حادثة إمام سوتجو في مرعش التي تورطت فيها القوات الفرنسية قبل معركة مرعش. |
| 5 نوفمبر                | احتلت القوات الفرنسية عنتاب واستبدلت القوات البريطانية المتمركزة في المدينة. |
| 7 نوفمبر                | بعد عبور نهر نيستوس بدأت القوات اليونانية بالسيطرة على مدينة ومنطقة كسانثي من بلغاريا، في إطار معاهدة نويي. |
| 21 نوفمبر               | احتلت القوات الفرنسية ماردين ثم انسحبت في مساء ذات اليوم، خوفًا من مواجهة احتمالات مقاومة صعبة من السكان عند محاولة احتلال كاملة. |
| 27 ديسمبر               | وصل مصطفى كمال باشا إلى أنقرة. |

## 1920
| التاريخ               | الحدث |
| --------------------- | --- |
| 12 يناير              | ضم البرلمان العثماني على أغلبية ساحقة من «نواب جمعية الدفاع عن الحقوق الوطنية للأناضول وروميليا» برئاسة مصطفى كمال باشا الذي كان هو نفسه بقي في أنقرة، وافتتح الدورة الرابعة (والأخيرة) للبرلمان. |
| 20 يناير              | حادثة محمد كامل هزت مدينة عنتاب وبدأت معركة عنتاب بنصب الكمائن على القوات الفرنسية على طول طرق عنتاب-مرعش وعنتاب-كلس مما أدى إلى إعاقة تحركات القوات الفرنسية. واستمرت المعركة لمدة عام وجرت في وقت واحد بين قوى متقابلة لها مراكز مختلفة في المدينة أو تلك المتمركزة على طول الطرق، حيث حاولت القوات الفرنسية الإضافية شق طريقها بقوة إلى المدينة.   |
| 21 يناير              | بدء حرب حضرية شاملة في مرعش (معركة مرعش) بمواجهة الثوار الأتراك القوات الفرنسية وكتائب استعمارية فرنسية وبمساعدة الفيلق الفرنسي الأرمني. واكسبت المعركة لمرعش لقب "البطلة" - (بطولي كهرمان مرعش تعني "مرعش البطلة") |
| 28 يناير              | اجتمع البرلمان العثماني في جلسة سرية، حيث صادق على القرارات المعتمدة في مؤتمر أرضروم ومؤتمر سيواس ونشر الميثاق الوطني التي شكل أساس مبدأ حدود تركيا. |
| 12 فبراير             | اجبرت قوات الاحتلال الفرنسية على إخلاء مرعش بسبب ضراوة المقاومة وهجمات الثوار الأتراك. |
| 3 مارس                | استقالة الصدر الأعظم علي رضا باشا. |
| 7 مارس                | أجبرت قوات قوا مليه وحدات الجيش الفرنسي على مغادرة قادرلي. |
| 8 مارس                | تشكلت الحكومة العثمانية الجديدة برئاسة الصدر الأعظم صالح خلوصي باشا. |
| 16 مارس               | إضفاء الطابع الرسمي على احتلال إسطنبول. فداهمت قوات الحلفاء مباني البرلمان العثماني والمواقع الرئيسية الأخرى في اسطنبول في عملية عسكرية واسعة النطاق. تم القبض على عدد من النواب والشخصيات الرئيسية الأخرى في نفس اليوم أو في الأيام التالية، وإرسالهم إلى المنفى في مالطا (منفيون من مالطا).                                                         |
| 18 مارس               | آخر جلسة للبرلمان العثماني مع اختفاء النواب المعتقلين، وغطاء قماش أسود المنبر في لفتة للتذكير بغيابهم القسري. سرعان ما غادر العديد من الأعضاء المتبقين إلى أنقرة لتشكيل نواة الجمعية الجديدة. |
| 19 مارس               | إعلان مصطفى كمال باشا بشأن عقد مجلس وطني بصلاحيات استثنائية في أنقرة، مؤكدا على ضرورة إجراء انتخابات في موعد أقصاه خمسة عشر يوما لتشكيل أعضاء المجلس الجديد، مع حرية انضمام أعضاء البرلمان العثماني المبعثر. |
| 2 أبريل               | استقالة الصدر الأعظم صالح خلوصي باشا. |
| 5 أبريل               | قام السلطان محمد السادس وحيد الدين بضغط من الحلفاء بإغلاق البرلمان العثماني رسميًا، وعُين الداماد فريد باشا الذي يعادي بشدة الثوار الأتراك صدرًا أعظم مرة أخرى. |
| 10 أبريل              | أصدر شيخ الإسلام دوري زاده عبد الله فتوى تصف الثوار الأتراك بالكفار، تدعو إلى قتال قادتها. فرد عليه مفتي أنقرة رفعت بوريكجي بفتوى معارضة يدافع عن الحركة القومية، وأن حكومة فريد باشا في العاصمة واقعة تحت سيطرة الوفاق وسانده مئات من رجال الدين في جميع أنحاء الأناضول تعلن أن فتوى شيخ الإسلام لاغية وباطلة.                                       |
| 11 أبريل              | اجبرت قوات الاحتلال الفرنسية على إخلاء أورفة بسبب ضراوة المقاومة وهجمات الثوار الأتراك. |
| 13 أبريل              | اندلعت انتفاضة ضد الثوار الأتراك في دوزجة في 13 أبريل كنتيجة مباشرة لفتوى شيخ الإسلام. |
| 18 أبريل              | امتدت ثورة دوزجة المعارضة لحكومة جديدة في أنقرة إلى بولو، ثم إلى كرده يوم 20 أبريل 1920. وخلال شهر اجتاحت الحركة شمال غرب الأناضول. فمنحت الحكومة العثمانية وضعًا شبه رسمي للقوا انضباطية ولعب أحمد أنزافور دورًا مهمًا في الانتفاضة. |
| 23 أبريل              | افتتاح الجمعية الوطنية الكبرى في أنقرة، وبدء الدورة الأولى في ظل ظروف استثنائية. وانتخب مصطفى كمال باشا رئيساً للمجلس. تمكن حوالي 100 عضو من البرلمان العثماني المنحل، بمن فيهم رئيسه جلال الدين عارف من الفرار من اعتقالات الحلفاء وانضموا إلى 190 نائبًا تم انتخابهم في جميع أنحاء البلاد.                                                            |
| 25 أبريل              | تمدد حركة جيش الخلافة إلى زعفرانبول. أجبرت قوات قوا مليه القوات الفرنسية على مغادرة بوزانتي. |
| 26 أبريل              | حدد مؤتمر سان ريمو التقسيمات والانتدابات -حسب مصالح دول الحلفاء- على الأراضي التي كانت خاضعة للحكم العثماني في الشرق الأوسط. |
| 26 أبريل              | غادر وفد تركي إلى موسكو ومعه رسالة من مصطفى كمال باشا إلى لينين يطلب فيها المساعدة السوفيتية. وتم الرد على الرسالة رسميًا وبشكل إيجابي من قبل شيشيرين في 3 يونيو. |
| 29 أبريل              | سن قانون الخيانة الوطنية [التركية]. |
| 30 أبريل              | وصلت حركة جيش الخلافة إلى أقصى امتدادها بانضمام مدينة جركش -شمال أنقرة مباشرة- إلى الحركة. وبدا أن حكومة أنقرة المولودة حديثًا في أضعف حالاتها. |
| 11 مايو               | أمرت محكمة عسكرية في اسطنبول بالحكم غيابياً على مصطفى كمال ومصطفى واصف قراغول - رئيس المخابرات - وأحمد رستم بك - السفير العثماني السابق في الولايات المتحدة وخالدة أديب وعلي فؤاد وبالإعدام بتهمة الخيانة. |
| 27 مايو               | بدأت القوات اليونانية بالاستيلاء على مدينة ومنطقة كوموتيني من بلغاريا، في إطار معاهدة نويي سور سين. - انتصر الثوار الأتراك في ممر كربوغازي بين طرسوس وبوزانتي، وأسروا 530 جنديًا من قوات الفرنسية. |
| 2 يونيو               | أجبرت قوات الاحتلال الفرنسي على إخلاء مدينة قوزان في مواجهة مقاومة وهجمات الثوار الأتراك. |
| 4 يونيو               | أجبرت قوات الاحتلال الفرنسي على إخلاء منطقة أورفة شرق الفرات بالكامل. |
| 8 يونيو               | تراجع الفرنسيون عن كارادينيز إرغلي حيث انطلقوا منذ عام إليها، ولكنهم واصلوا احتلالهم زونغولداق، حيث تمركزوا بعد احتلالهم المدينة رسميًا في 18 يونيو. |
| 15 يونيو              | تم تسمية قيادة الفيلق الخامس عشر بـ "قيادة الجبهة الشرقية" وعين كاظم قرة بكر باشا قائدا لها. |
| 22 يونيو              | احتلت القوات اليونانية آق حصار. |
| 23 يونيو              | شن الجيش اليوناني هجومًا واسعًا عبر غرب الأناضول، من الشواطئ الجنوبية لبحر مرمرة إلى وادي نهر مندريس، في توقيت معقول من أجل ممارسة الضغط على الحكومة العثمانية لتوقيع المعاهدة التي صاغها الحلفاء. |
| 24 يونيو              | احتلت القوات اليونانية صالحلي ومنطقة تعدين فحم بني من سوما-كيرك أقاج. |
| 25 يونيو              | ألغت الحكومة العثمانية جيش الخلافة بعد الهزائم المتتالية التي عانت منها هذه الحركة في مواجهة القوات النظامية الموالية لحكومة أنقرة. - احتلت القوات اليونانية مدينة ألاشهر. |
| 28 يونيو              | احتلت القوات اليونانية كولا. |
| 30 يونيو              | احتلت القوات اليونانية بالق أسير. |
| 1 يوليو               | احتلت القوات اليونانية ادرميت، آخر ميناء على بحر إيجة كان تحت سيطرة الثوار الأتراك. |
| 2 يوليو               | احتلت القوات اليونانية موانئ باندرمة وبيجا على بحر مرمرة. |
| 5 يوليو               | تولى العقيد بهيج إركين بعد وصوله إلى أنقرة وبسلطات كاملة إدارة سكة حديد الأناضول في القسم الخاضع لسيطرة أنقرة من السكك الحديدية العثمانية تتكون من خط واحد على طول أنقرة - بولادلي - إسكي شهر - بيلجيك - كوتاهية - تشاي - آغ شهر، وقد تميز إركين في الحرب العالمية الأولى كونه مدير للسكك الحديدية. (انظر تاريخ السكك الحديدية في تركيا [الإنجليزية]) |
| 8 يوليو               | احتلت القوات اليونانية بورصة العاصمة العثمانية السابقة ذات الأهمية المركزية للمنطقة على طول الشواطئ الجنوبية لبحر مرمرة. |
| 10 يوليو              | حادثة كاتش كاتش في تشوكوروفا. |
| 11 يوليو              | احتلت القوات اليونانية إزنيك. - في الجنوب أجبرت قوات الاحتلال الفرنسي على إخلاء البيرة (أورفة) في مواجهة مقاومة وهجمات الثوار الأتراك. |
| 20 يوليو              | توغلت القوات اليونانية إلى الشواطئ الشمالية لبحر مرمرة واحتلت تكيرداغ ومرمرة إيرغلي وتشورلو في شرق تراقيا. |
| 31 يوليو              | تشكيل آخر حكومة لداماد فريد باشا الذي كان قد قدم استقالته في اليوم السابق. |
| 4 أغسطس               | احتلت القوات اليونانية كليبولي في الدردنيل. |
| 10 أغسطس              | في سيفر وقع الصدر الأعظم داماد فريد باشا وثلاث شخصيات عثمانية أخرى وهي: رضا توفيق والسفير رشيد خالص ووزير التعليم العثماني هادي باشا (انظر الصورة) على معاهدة سيفر التي ولدت ميتة. في غياب البرلمان العثماني الذي أجبر على الإغلاق في أبريل، ولم يصادق السلطان محمد السادس وحيد الدين عليها.                                                          |
| 19 أغسطس              | الجمعية الوطنية الكبرى تعلن عدم الاعتراف بالمعاهدة الموقعة في سيفر وتعلن تجريد الموقعين من جنسيتهم. في الواقع تم إدراج الأربعة جميعًا ضمن 150 شخصية غير مرغوب فيها لتركيا بعد الحرب. |
| 28 أغسطس              | احتلت القوات اليونانية لأوشاك وأفيون قره حصار. |
| 24 سبتمبر             | بداية الحرب التركية الأرمنية. |
| 17 أكتوبر             | سقطت الحكومة الأخيرة لداماد فريد باشا. |
| 21 أكتوبر             | أعيد تعيين أحمد توفيق باشا آخر صدر أعظم لتشكيل حكومته. |
| 22 أكتوبر             | أجبرت قوات قوا مليه وحدات الجيش الفرنسي على مغادرة صائمبيلي. |
| 24 أكتوبر - 12 نوفمبر | معركة جديز غير الحاسمة بين الثوار الأتراك والجيش اليوناني. |
| 25 أكتوبر             | في أثينا وفاة ألكسندر الأول ملك اليونان بعد أن عضه قرد أليف. |
| 18 نوفمبر             | في أثينا أيضا، خسر رئيس الوزراء فينيزيلوس مهندس تقدم اليونان إلى الأناضول الانتخابات ليحل محله سلسلة من حكومات ضعيفة، ومهد الطريق أيضًا لمزيد من التدخل الملكي في السياسة. |
| 2 ديسمبر              | انتصار تركيا في الحرب التركية الأرمنية وتوقيع معاهدة ألكسندروبول [الإنجليزية] (غيومري) بين تركيا ممثلة في الجمعية الوطنية التركية الكبرى وأرمينيا. |

## 1921
| التاريخ              | الحدث |
| -------------------- | --- |
| 6 - 9 يناير          | معركة إينونو الأولى بين القوات التركية واليونانية. استمرت المعركة ثلاثة أيام وانتهت بانتصار القوات التركية بقيادة عصمت باشا. |
| 25 يناير             | اجتمع الحلفاء في باريس وقرروا دعوة ممثلين عن اليونان وتركيا (الحكومتان العثمانية وأنقرة) إلى مؤتمر في لندن لمناقشة التعديلات المحتملة لبنود معاهدة سيفر. |
| 9 فبراير             | استسلمت القوات التركية في عنتاب للقوات الفرنسية بعد 384 يومًا من القتال. في نفس اليوم أعادت الجمعية الوطنية التركية الكبرى تسمية المدينة بغازي عنتاب. |
| 21 فبراير            | افتتاح المؤتمر الخاص بمراجعة معاهدة سيفر في لندن، التي استمرت حتى 12 مارس. يترك الوزير العثماني أحمد توفيق باشا الحق في التحدث إلى ممثلي أنقرة. ولم تقبل الجمعية الوطنية الكبرى لتركيا مقترحات المؤتمر. |
| 2 مارس               | اتفاقية بين فرنسا والقوميين بعد حادثة السفينة علمدار [الإنجليزية]. على الرغم من وجود اتفاق ثانوي أولاً بين القوميين وقوة مهمة من قوى الحلفاء. |
| 7 مارس               | أجبرت قوات الاحتلال الفرنسي على إخلاء قادرلي وفيكي في مواجهة مقاومة وهجمات الثوار الأتراك. |
| 9 مارس               | التوقيع على معاهدة قيليقية في لندن بين وزير الخارجية التركي (حكومة أنقرة) بكر سامي بك قندح ورئيس الوزراء الفرنسي أريستيد بريان. وافق الفرنسيون على إخلاء قيليقية وإعلان تقرير مصيرهم في المنطقة، وبدء حركة جماهيرية للأقلية الأرمنية، هذه المرة في الخارج. فاستبدلت المعاهدة باتفاق أنقرة، الذي يتبنى نفس المبادئ ولكن يختلف في الجوانب الفنية. |
| 16 مارس              | التوقيع على معاهدة موسكو، وهي اتفاقية صداقة بين الاتحاد السوفيتي وتركيا الممثلة في الجمعية الوطنية الكبرى. |
| 26 - 31 مارس         | معركة إينونو الثانية بين القوات التركية واليونانية. استمرت المعركة خمسة أيام وانتهت بانتصار القوات التركية بقيادة عصمت باشا. |
| 28 مارس              | أجبرت قوات الاحتلال الفرنسي على إخلاء دوزجي وباجه في مواجهة مقاومة وهجمات الثوار الأتراك. |
| 1 أبريل              | أجبرت قوات الاحتلال الفرنسي على إخلاء قرايسالي في مواجهة مقاومة وهجمات الثوار الأتراك. |
| 11 أبريل             | أجبرت قوات قوا مليه الجيش الفرنسي على إخلاء أورفة. |
| 9 يونيو              | وصول فرانكلين بويون وزير الدولة الفرنسي الأسبق إلى أنقرة بصفته ممثلاً للحكومة الفرنسية، للتوصل إلى اتفاق بشأن الجبهة الجنوبية، حيث كانت القوات الفرنسية تتراجع باستمرار. |
| 21 يونيو             | قصفت البارجة كيلكيس والمدمرة بانثر التابعة للبحرية اليونانية ميناء اني بولو ومستودعاته. وتكرر القصف بشكل أقل حدة في 30 أغسطس. وأهمية اني بولو في الحرب كونها مركز لشحن الأسلحة والإمدادات إلى داخل الأناضول. وأصبحت اني بولو إحدى المدينتين في تركيا حصلتا على وسام الاستقلال التركي بعد الحرب (المدينة الأخرى هي كهرمان مرعش). - 21 يونيو انسحبت القوات الفرنسية من زونغولداق نهائيًا، وانتهى الاحتلال الأجنبي أو السيطرة على منطقة تعدين الفحم في سواحل تركيا الغربية على البحر الأسود. |
| 10 - 24 يوليو        | معركة كوتاهية-إسكي شهر [الإنجليزية] بين القوات التركية واليونانية. استمرت المعركة حتى 24 يوليو وانتهت بانتصار اليونانيين، وانسحاب الجيش التركي شرق نهر صقاريا. |
| 4 أغسطس              | تعيين مصطفى كمال باشا قائدًا أعلى للقوات المسلحة بعد تصويت الجمعية الوطنية الكبرى. |
| 23 أغسطس - 13 سبتمبر | معركة صقاريا بين القوات التركية واليونانية. استمرت المعركة حتى 13 سبتمبر وانتهت بانتصار تركيا، وتوقف التمدد اليوناني. |
| 13 أكتوبر            | التوقيع على معاهدة قارص بين جمهوريات القوقاز الثلاث (أذربيجان وجورجيا وأرمينيا) وبين تركيا وتمثلها الجمعية الوطنية الكبرى. |
| 20 أكتوبر            | توقيع معاهدة أنقرة بين فرانكلين بويون ممثل فرنسا ويوسف كمال بك ممثل الجمعية الوطنية الكبرى في أنقرة، لوضع حد للحرب الفرنسية التركية وتمهيد الطريق لإجلاء القوات الفرنسية من الجبهة الجنوبية. |
| 15 نوفمبر            | إخلاء القوات الفرنسية مدينة إصلاحية. |
| 7 ديسمبر             | أخلت القوات البريطانية مدينة كلس التي كانت تحت الإدارة البريطانية منذ ثلاث سنوات. |
| 25 ديسمبر            | أخلت القوات الفرنسية غازي عنتاب. |

## 1922
| التاريخ   | الحدث |
| --------- | --- |
| 3 يناير   | أخلت القوات الفرنسية مرسين. وأيضا أخلت دورتيول التي ستكون الحدود مع دولة خطاي لمدة 17 عامًا، حتى إلحاقها بتركيا سنة 1939 لتشكيل مقاطعة ها تاي الحالية. |
| 5 يناير   | أخلت القوات الفرنسية أضنة وجيحان وطرسوس. |
| 7 يناير   | أخلت القوات الفرنسية عثمانية. |
| 8 يناير   | أخلت القوات الفرنسية إرزن. |
| 26 أغسطس  | معركة دوملوبونار بين القوات التركية واليونانية. في اليوم التالي استعادت القوات التركية أفيون قره حصار بينما في الشمال، استردت إزنيق للمرة الثانية. استمرت المعركة حتى 30 أغسطس وانتهت بانتصار تركي. وبدأ الجيش اليوناني في التراجع السريع والإجلاء عبر المناطق الداخلية لغرب الأناضول، بينما بدأت الجيوش التركية بالهجوم الكبير [الإنجليزية]. |
| 30 أغسطس  | استعادت القوات التركية السيطرة على كوتاهية. |
| 1 سبتمبر  | استعادت القوات التركية السيطرة على مدينة أوشاك. |
| 2 سبتمبر  | استعادت القوات التركية السيطرة على إسكي شهر. |
| 3 سبتمبر  | أعادت القوات التركية الاستيلاء على أشمه وأوديميش للوصول إلى حوض بحر إيجة. |
| 4 سبتمبر  | استعادت القوات التركية السيطرة على بيلجيك وسوغوت مهد الدولة العثمانية وبوزويوك، والمدن الواقعة على طول وادي نهر جيديز مثل سيماف وكولا وصور. |
| 5 سبتمبر  | استعادت القوات التركية السيطرة على المدن الواقعة على طول وادي نهر مندريس مثل نازيللي وسلطان حصار وكويوتشاك وآلاشهر. |
| 6 سبتمبر  | أعادت القوات التركية الاستيلاء على بالق أسير وإينغول وآق حصار وسوك بما يتوافق مع أربعة ممرات منفصلة. |
| 7 سبتمبر  | استعادت القوات التركية السيطرة على أيدين والمدن المحيطة بها وکوش‌ آداسی على الشاطئ وكسبة (تورقوتلو) وتوربالي باتجاه إزمير. وفي أثينا سقطت حكومة بتروس بروتوباباداكيس. |
| 8 سبتمبر  | استعادت القوات التركية السيطرة على مانيسا ونيف (كمال باشا) على مرمى حجر من إزمير وخليج إدرميت بلدات إدرميت وبرهانية وخاوران. |
| 9 سبتمبر  | استعادت القوات التركية السيطرة على إزمير بعد ما يقرب من ثلاث سنوات ونصف. |
| 11 سبتمبر | أعادت القوات التركية الاستيلاء على بورصة وكيمليك في الشمال، وكذلك فوتشا وسفري حصار حول إزمير. |
| 13 سبتمبر | حريق إزمير الذي استمر حتى 22 سبتمبر. |
| 22 سبتمبر | استعادت القوات التركية السيطرة على مدينة جناق قلعة والبلدات التابعة لها بعد ما يقرب من أربع سنوات، وبعد عدة أيام من التوتر على المستوى الدولي المعروفة باسم أزمة جنق قلعة. |
| 3 أكتوبر  | بدء مفاوضات هدنة مودانيا. |
| 11 أكتوبر | انتهت الحرب بتوقيع هدنة مودانيا. |
| 1 نوفمبر  | إلغاء السلطنة العثمانية. |
| 17 نوفمبر | رحيل آخر سلطان عثماني محمد السادس وحيد الدين من اسطنبول. |

## 1923
| التاريخ   | الحدث |
| --------- | --- |
| 3 يناير   | في مؤتمر لوزان المنعقد منذ 20 نوفمبر 1922، تم التوقيع بين الوفدين اليوناني والتركي على اتفاقية التبادل السكاني بين اليونان وتركيا. سيتم بعد ذلك تأجيل المؤتمر حتى 23 أبريل 1923 بسبب الخلافات حول نقاط أخرى. |
| 17 فبراير | افتتاح مؤتمر إزمير الاقتصادي، والذي سيستمر حتى 4 مارس، كمنتدى لتحديد مبادئ السياسة الاقتصادية التي ستديرها الدولة الجديدة.                                                                                   |
| 24 يوليو  | التوقيع على معاهدة لوزان. |
| 11 أغسطس  | افتتاح دورة البرلمان الثانية [الإنجليزية] |
| 23 أغسطس  | وافق البرلمان الجديد على معاهدة لوزان. وفي نفس الوقت بدأت قوات الحلفاء بالخروج من اسطنبول. |
| 9 سبتمبر  | تأسيس حزب الشعب الجمهوري. |
| 23 سبتمبر | غادر آخر جنود الحلفاء من اسطنبول. |
| 6 أكتوبر  | دخلت طلائع القوات التركية اسطنبول. |
| 29 أكتوبر | إعلان الجمهورية التركية. |

## عقد 2000
| التاريخ        | الحدث                                                                                          |
| -------------- | ---------------------------------------------------------------------------------------------- |
| 13 يناير 2006  | المحارب التركي المخضرم عمر كويوك توفي عن عمر يناهز 106 عامًا.                                   |
| 25 مارس 2007   | المحارب التركي المخضرم فيصل توران توفي عن عمر يناهز 108 عامًا.                                  |
| 2 أبريل 2008   | آخر المحاربين الأتراك في الحرب العالمية الأولى، الرقيب يعقوب ستار توفي عن عمر يناهز 110 أعوام. |
| 11 نوفمبر 2008 | آخر المحاربين الأتراك في حرب الاستقلال، الملازم أول مصطفى شكيب بيرغول توفي عن عمر يناهز 105.   |

## معرض الصور

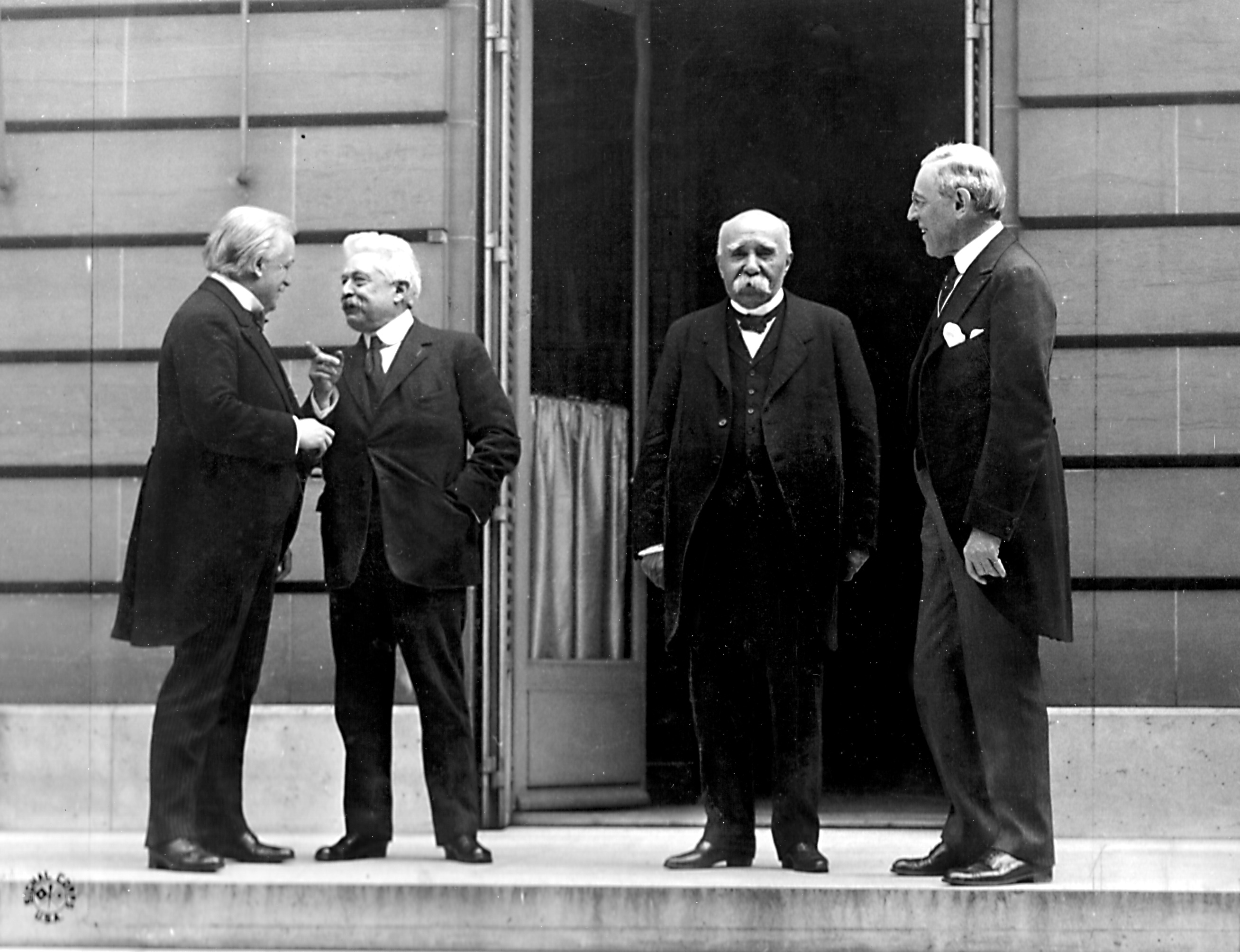
الأربعة الكبار في مؤتمر باريس للسلام (من اليسار إلى اليمين: لويد جورج - فيتوريو إمانويلي أورلاندو - جورج كليمنصو - وودرو ويلسون)
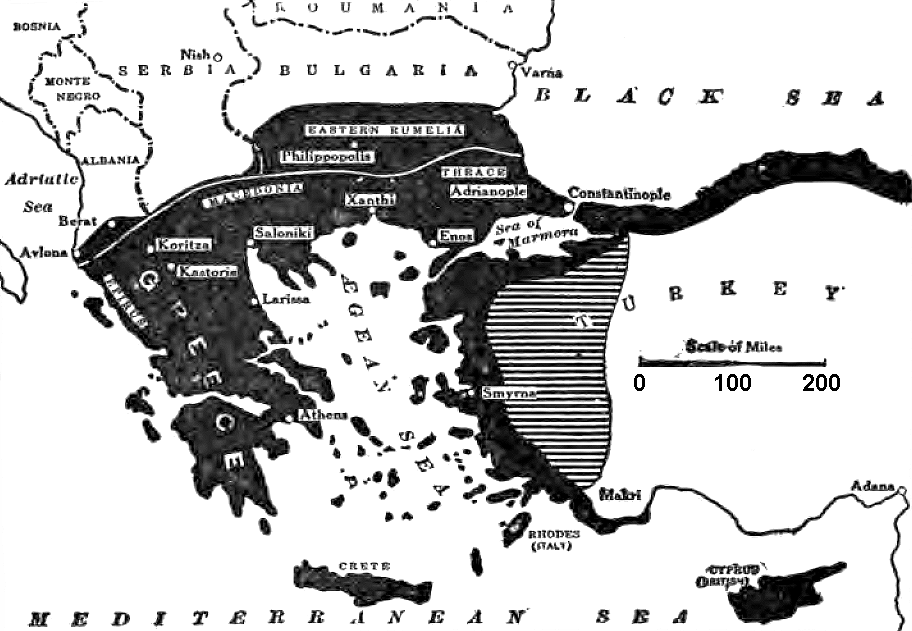
تم تجاوز اتفاقية سانت جان دي مورين بعد الاحتلال اليوناني لإزمير مما تسبب في مغادرة إيطاليا المؤتمر، فاشتبكت المطالبات الإقليمية بين اليونان وفرنسا.
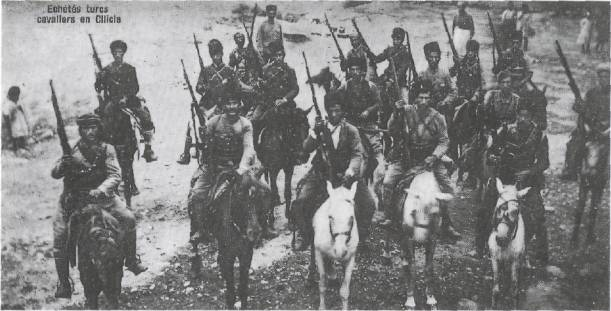
قوا مليه: مليشيات الثوار الأتراك في منطقة تشوكوروفا.
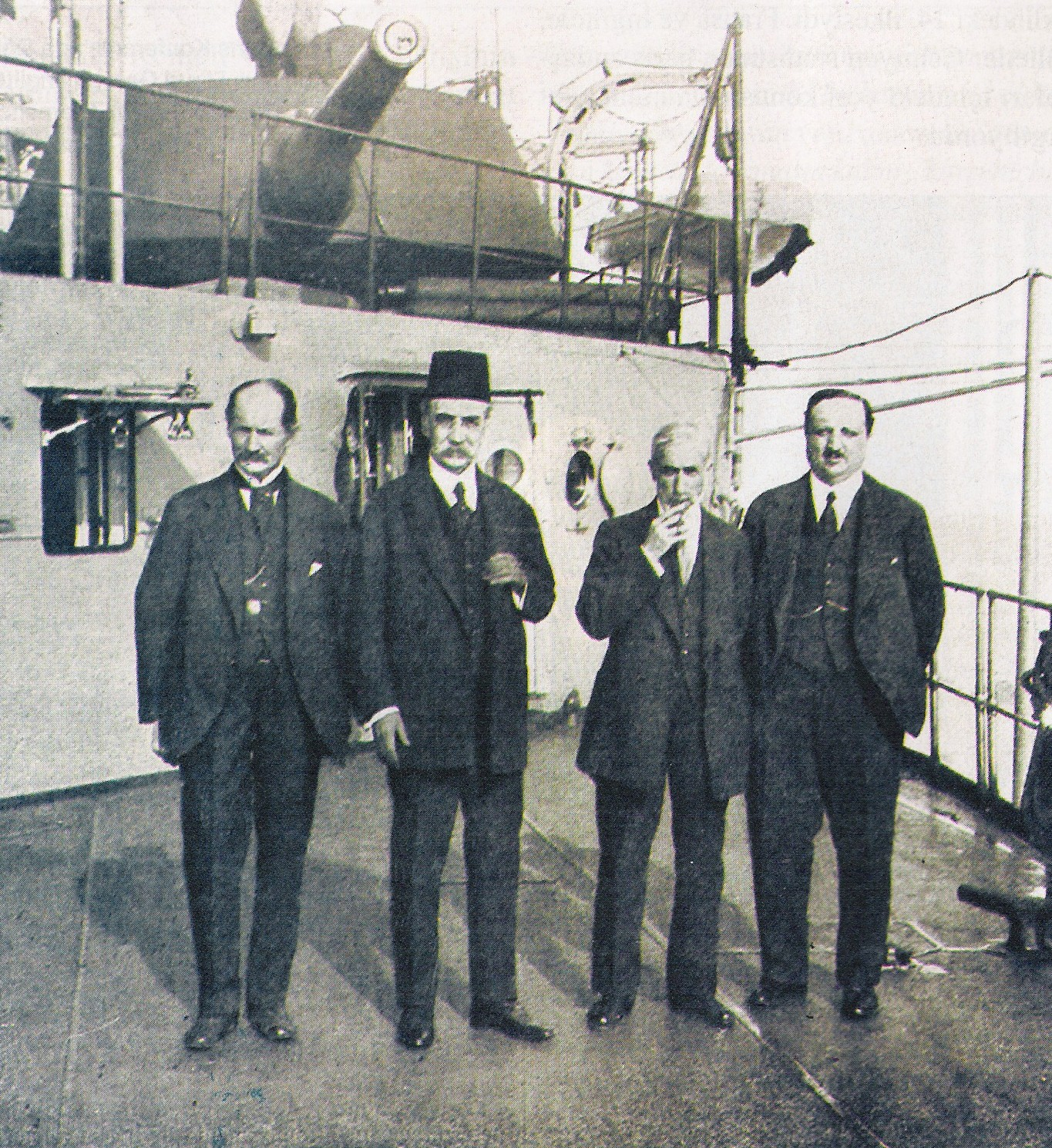
موقعي معاهدة سيفر: (من اليسار) رضا توفيق والصدر الأعظم فريد باشا ثم السفير رشيد خالص ثم وزير التعليم هادي باشا.

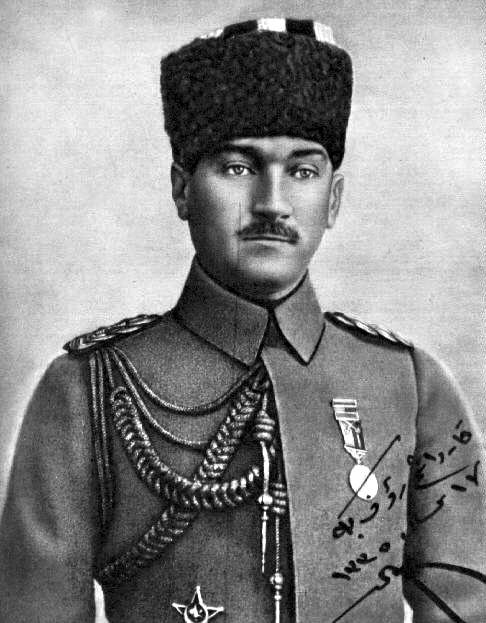
مصطفى كمال باشا بعمر 38، في 17 أبريل 1919. الصورة ممهورة بتوقيع رؤوف أورباي
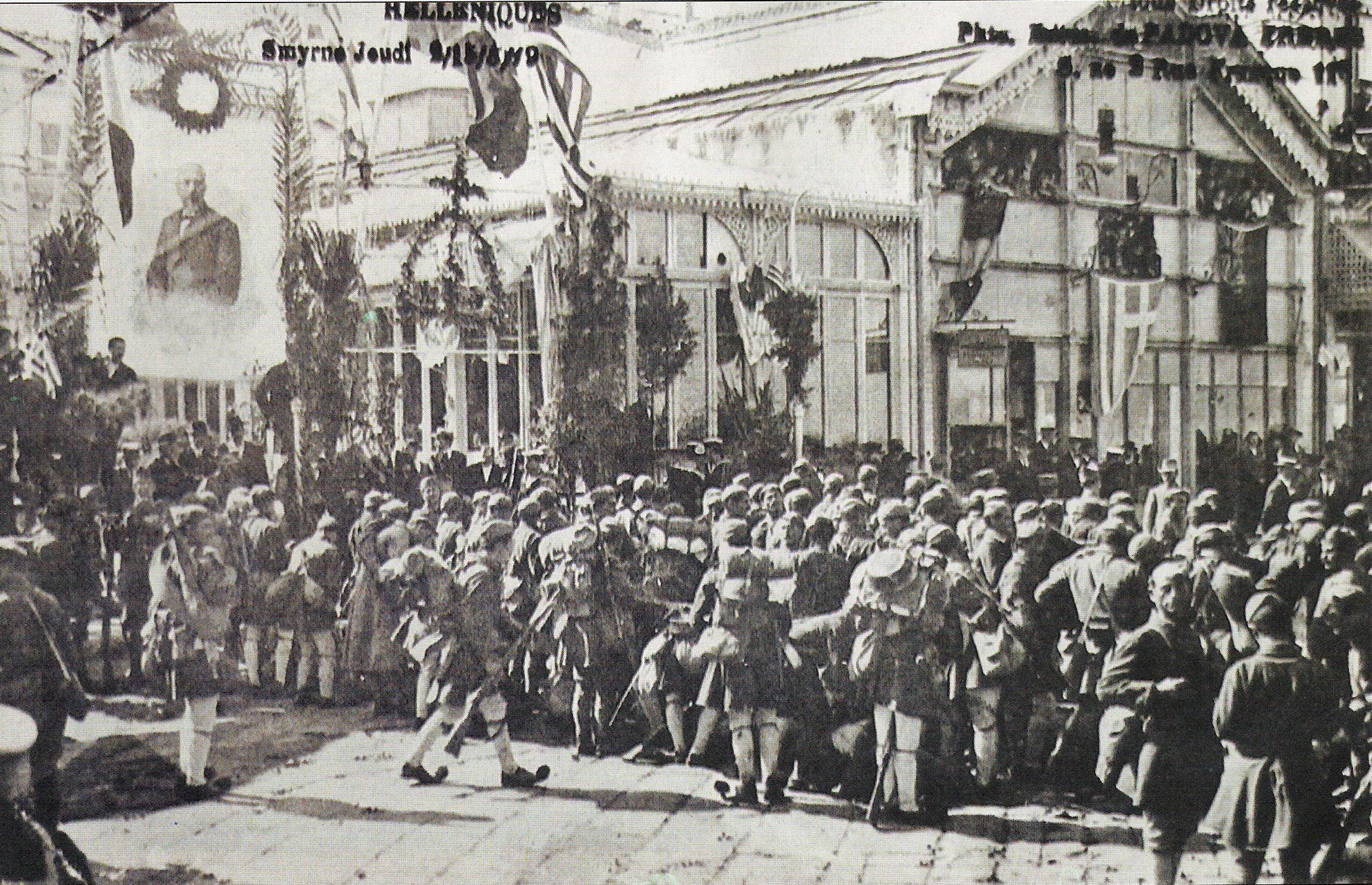
القوات اليونانية في إزمير 15 مايو 1919.
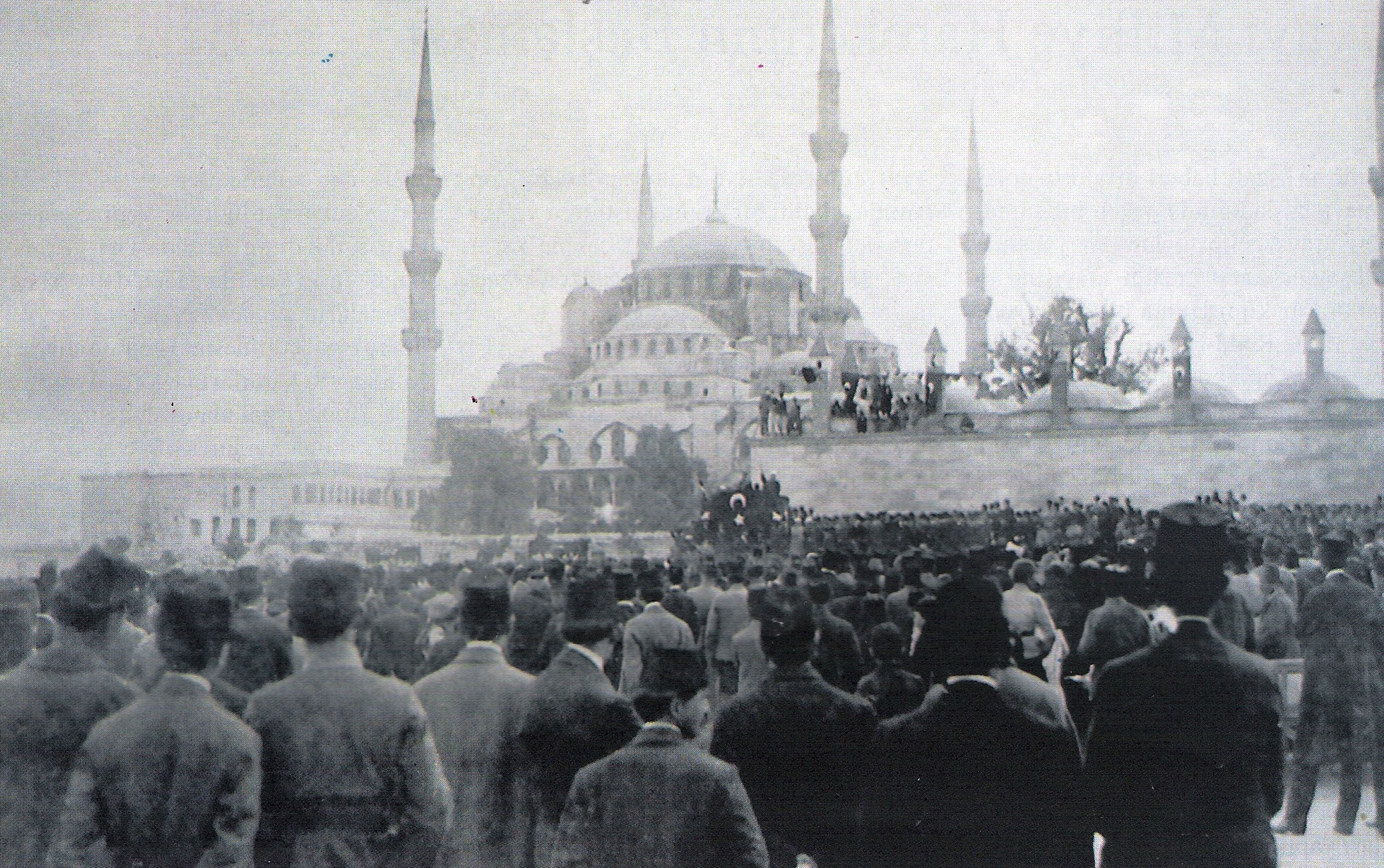
مظاهرة عامة في اسطنبول في 23 مايو 1919 احتجاجًا على احتلال إزمير، وبالخلف مسجد السلطان أحمد.
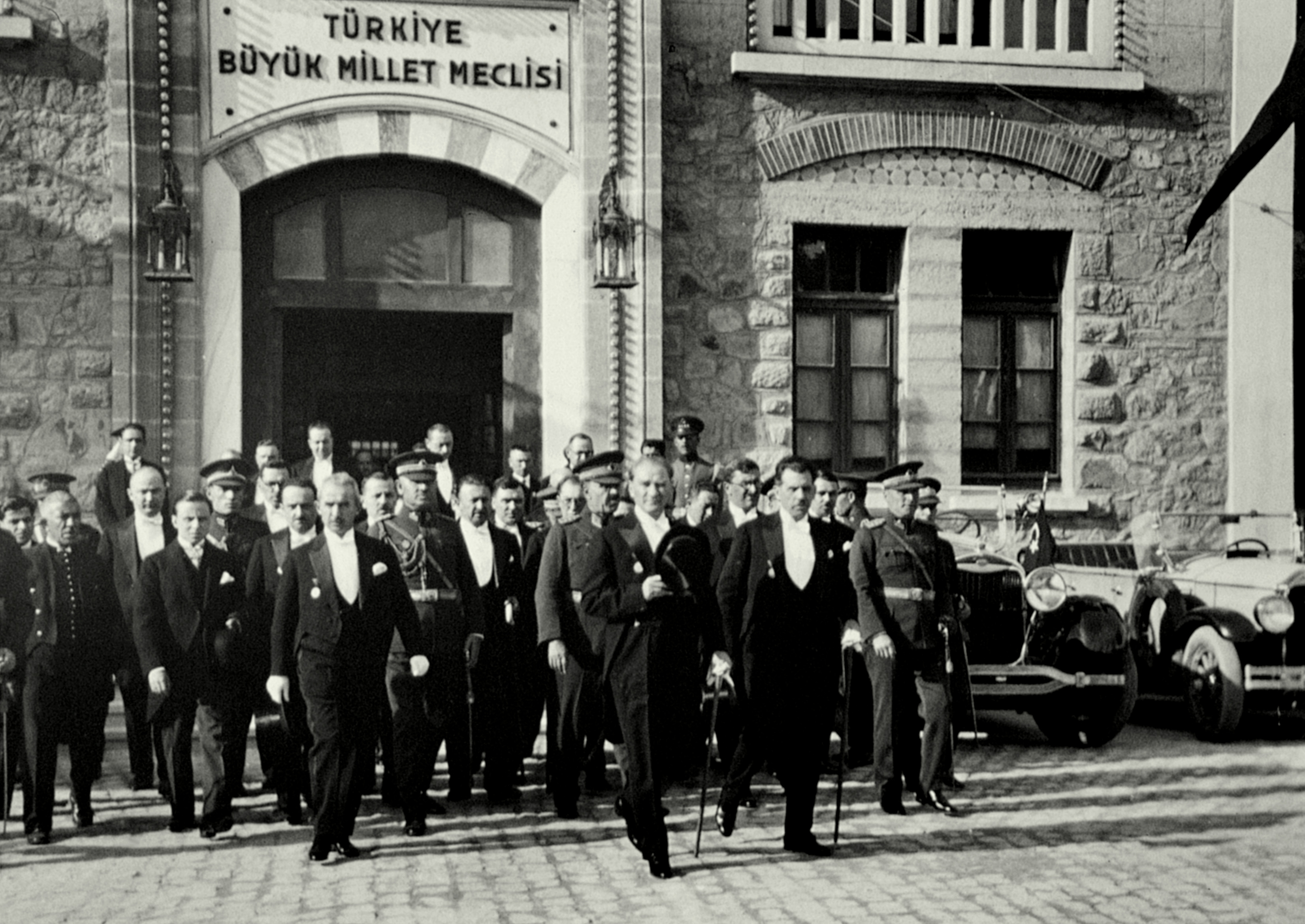
الرئيس مصطفى كمال أتاتورك أمام الجمعية الوطنية في الذكرى السابعة لتأسيس الجمهورية التركية (إلى يمينه رئيس الوزراء عصمت إينونو وخلفه المشير فوزي جاكماق)